# Les Indomptés (film, 1946)
Pour plus de détails, voir Fiche technique et Distribution.
Les Indomptés (titre original : Renegades) est un film américain réalisé par George Sherman, sorti en 1946.

## Synopsis
La bande des Denbrow fait des ravages dans l'ouest. Alors qu'ils font un raid sur la ville de Prairie City, Ben le fils du meneur Kirk Denbrow, se porte au secours d'Hannah Brockway. Cette dernière tombe aussitôt amoureuse de lui. Elle décide de le suivre et vivre avec les criminels mais Ben est bien décidé à changer de vie et devenir honnête ...

## Fiche technique
- Titre : Les Indomptés
- Titre original : Renegades
- Réalisation : George Sherman
- Scénario : Melvin Levy, Francis Edward Faragoh et Harold Shumate
- Photographie : William E. Snyder
- Montage : Charles Nelson
- Musique : Paul Sawtell
- Direction artistique : Stephen Goosson, Walter Holscher (en) et Perry Smith
- Décorateur de plateau : Albert Rickerd
- Costumes : Jean Louis
- Producteur : Michael Kraike
- Société de production : Columbia Pictures Corporation
- Distribution : Columbia Pictures Corporation
- Pays d'origine :  États-Unis
- Langue : Anglais
- Format : Technicolor - 35mm 1.37 : 1 - Son : Mono
- Genre : Film dramatique, Western
- Durée : 87 minutes
- Dates de sortie : 
  - États-Unis : 13 juin 1946
  - France : 23 juin 1947

## Distribution
- Evelyn Keyes : Hannah Brockway
- Willard Parker : Dr Sam Martin
- Larry Parks : Ben Dembrow / Ben Taylor
- Edgar Buchanan : Kirk Dembrow
- Jim Bannon : Cash Dembrow
- Forrest Tucker : Frank Dembrow
- Ludwig Donath : Jackorski
- Frank Sully : Link
- Willard Robertson : Nathan Brockway
- Paul E. Burns : Alkali Kid

Acteurs non crédités
- William Haade : Bert
- John Hamilton : Avocat de l'accusation

## Autour du film
Les principaux lieux de tournage en extérieur sont Lake Sherwood, Corriganville au Ranch de Ray Corrigan à Simi Valley et le Ranch Iverson à Chatsworth près de Los Angeles.